# 北尾光司
北尾 光司（きたお こうじ、1963年〈昭和38年〉8月12日 - 2019年〈平成31年〉2月10日）は、元大相撲力士で第60代横綱。立浪部屋所属。引退後は総合格闘家、スポーツ冒険家、武道家、プロレスラー等、多くの肩書を名乗った。三重県津市出身。
横綱時代の四股名は双羽黒 光司（ふたはぐろ こうじ）。横綱まで昇進しながら幕内優勝を一度も経験していない力士であった。

## 大相撲時代

### 角界入り
幼少期に父親の影響で柔道を始めたが、津市立敬和小学校に土俵が完成してからは毎日のように相撲を取って相撲が徐々に好きになり、地元の商店街で出場を勧められた相撲大会で優勝してからはさらに好きになった。次第に対戦相手に困るようになると、立浪部屋後援会会員の中にアマチュア相撲三段の腕を持ち「津相撲クラブ」の責任者を務める人物から指導を受け、津市立東橋内中学校へ入学して以降は立合いの当たりで対戦相手を土俵下まで吹っ飛ばすほどの実力を付けた。指導者の協力で毎年の夏休みには立浪部屋へ泊まり込みで稽古し、6時に起きて周辺を5km走るのも絶対に欠かさなかった。中学入学後は同じ中学生に十分な相手がいなかったために三重高等学校へ出稽古に出かけたが高校生を相手に全く負けず、3年生の夏休みに相撲教習所で行われた日本相撲協会指導普及部の進級試験兼各支部対抗試合でも優勝した。中学校には相撲部や土俵が無かったためにアマチュア相撲界では無名だった北尾が、これにより角界でたちまち評判になった。両親はそのまま三重高等学校への進学を願ったが入門の意思は変わらず、「5年で関取になれなかったら帰る」との条件付きで、中学卒業と同時に立浪部屋に入門した。
1979年3月場所に初土俵を踏む。この場所、中卒で初土俵を踏んだ昭和38年生まれ力士たちは「花のサンパチ組」と呼ばれ、北尾もその一人として数えられた。初土俵を踏んだ時点で195cmの長身と当初から鳴り物入りで角界入りした北尾は恵まれた体格と素質は誰もが認めるほどだった。また、相撲教習所では自他ともに認める「バスケットボール選手みたいな体」で注目を集め、中でも同期の保志（のちの横綱、現在の理事長である北勝海信芳）は特に驚いていたというが、北尾は「小柄な保志は保志で、すごく目立っていました」と後年述懐している。幕下時代には後援者と食事をした時に、自身の大好物であるステーキを3000g食べたかと思うと、直後に中華丼・天津丼・オムライス・炒飯・チャーシュー麺・冷やし中華・カツ丼を次々に注文しては殆ど完食するほどだった。

### 度重なるトラブル
しかし、父親が建設会社の取締役で北尾はその一人息子として甘やかされて育てられたためか、少しでも厳しい稽古をさせると「痛い、痛い」と音を上げる癖があった。さらに口癖のように「故郷へ帰らせてもらいます」と発言し、立浪も北尾ではなく稽古を付けた兄弟子を注意する始末だった。黒姫山秀男はこれに関して「幕下までは技術面に関しては手取り足取り教えますけど、関取になってからは口を出すこともない。ましてや私生活の面は稽古が終われば僕たち（親方衆）は自宅へ帰ってしまいますから分かりませんからね。そのうち気が付けば、師匠が北尾に対して腫れ物に触るかのような接し方をするようになっていて、僕らからも何も言えなくなってしまった」と後年語っている。そして、椎間板ヘルニアで途中休場して入院した時は、立浪への不信感を抱いて本当に故郷へ帰ってしまった。これに怒った父親が北尾を追い返すと、立浪は罰として一年間の便所掃除を命じた。さらに鞭打ち症で途中休場して伊豆へ温泉治療に行った際には廃業を決意して友人の家に行ったがすぐ発見され、懇々と諭されて連れ戻された。酷い時は稽古をサボって喫茶店に行くこともあったが、立浪が注意しないために誰もが見て見ぬふりをしていた。だが、高砂部屋への出稽古通いや隠れ稽古に関しては絶対に欠かさなかったという。相撲記者の荒井太郎の記事によると、若い頃は入院中に落ちた筋力を取り戻すために退院後はたっぷりと四股を踏み、一日500回が日課のスクワットもこなしながら下半身強化に努めた他、持病の腰痛を克服するために、幕下時代には独学で太極拳をマスターするなどしたという。

### 出世街道
部屋を抜け出す騒動を度々起こしても持ち前の素質や出稽古などは欠かさなかった成果か、同期の保志には先を越されたものの、北尾は1984年1月場所で新十両、同年9月場所で新入幕を果たした。北尾の十両昇進によって1982年11月場所から続いていた立浪部屋の関取不在は解消された。前頭三枚目に昇進した翌11月場所には初日に大関・北天佑勝彦を破る番狂わせを起こすと、3日目には憧れの横綱・北の湖敏満と最初で最後の取組を演じ、これに勝利した。「対戦できたこと自体がもう嬉しくて。自分が目標としてきた力士と対戦できる喜び。とにかく負けてもいい」と後年に語っていた中での初金星であった。この場所はその取組が評価されて初の三賞となる殊勲賞を獲得、1985年1月場所は新小結に昇進し、2場所連続で10勝、同年5月場所は新関脇となったが、中日の保志戦で左足を怪我したため途中休場（その後13日目から再出場）で6勝（6敗3休）に終わり、平幕に陥落した。
しかし、翌7月場所は東前頭筆頭の地位で千代の富士貢と隆の里俊英の両横綱を共に下して2個の金星を獲得した他、対戦した全横綱・大関を相次いで破る活躍で12勝を挙げ、優勝次点で殊勲・技能の三賞も獲得した。中でもこの場所5日目の千代の富士戦は、立ち合い諸手突きで千代の富士得意の左前ミツを許さず、そのまま一気に押し出した。同年9月場所関脇に復帰して11勝、次の11月場所も関脇で12勝の優勝次点と、幕内上位及び三役の地位で3場所連続二桁勝利を達成、この3場所合計でも35勝の好成績を挙げた事を高く評価され、1986年1月場所で新大関となった。関脇までは保志のほうが番付で先行したが、大関には北尾が先に昇進した。
大関時代の同年5月場所には、同場所で大関獲りだった小錦との取組で鯖折りによって小錦の右膝を負傷させた。この一番は、一度は小錦に軍配が上がったものの物言いが付き、取り直しの一番で小錦は膝を負傷させられた。小錦にとってはこの故障が引退まで祟り充分な力が出せなくなったうえ、双羽黒が後述のトラブルが原因で廃業したことで横綱昇進の基準が厳しくなったこともあり、双羽黒が小錦の横綱昇進を阻んだと見られることがある。但し小錦本人は双羽黒を憎んではおらず「あのケガがあったから大関になれた」と語っており、また「自分は体重が重くて足が小さいから」と遅かれ早かれ怪我をすると割り切っていた。

### 北尾の横綱昇進討議
5月場所は千秋楽結びの一番で千代の富士との相星決戦に敗れ、12勝3敗の優勝次点で終えた。次の7月場所は「横綱挑戦」の場所となり、場所前の稽古では高砂部屋や九重部屋への出稽古を繰り返した。7月場所は11日目に保志に敗れた1敗のみで、千秋楽に全勝の千代の富士との取組に臨んだ。本割では北尾が左からの上手投げで制し優勝決定戦に持ち込んだが、決定戦では左上手を切られた北尾がそのまま寄り切られ、初優勝をまたしても逃した。
千秋楽翌日の横綱審議委員会では、協会が2場所続けて千秋楽まで優勝争いに絡んだ北尾の横綱推薦を諮問した。委員長の高橋義孝は「稀に見る逸材で将来性の多さが買える」と高評価を与えた。北尾のウィークポイントである優勝経験の無さについても「心・技・体の心と技に若さから劣る面もあるが素質は十分。横綱としてやっていけると思う」と述べ、当時の協会理事だった大鵬幸喜も「スケールの大きい素晴らしい素質。まだ若いし、大成できるかはこれからの努力次第。稽古で鍛えればダイヤモンドになれる」と期待を寄せた。しかし委員の一人である稲葉修は「幕内優勝の経験が一度も無い力士が（横綱に）なるのはおかしい。身体は文句無しだが精神面に甘さがある。北尾は『心・技・体』のうち『心』がダメだ」と述べ、昇進に最後まで反対した。結局約45分の審議の末、最後は多数決によって賛成6票、反対1票で北尾の横綱推薦が決定した 。当時、22歳11ヶ月での横綱昇進は昭和以降では4位のスピード記録であり、新入幕から12場所での昇進も昭和以降で6位であった。

### 「双羽黒 光司」に改名
師匠・立浪はかねてより「横綱になれば四股名をつける」と話しており、候補として「緑嶌」と「双羽黒」の二つを挙げていた。北尾は横綱昇進を機に春日野から「立浪一門から生んだ双葉山定次の『双』と、立浪部屋の定番でもある羽黒山政司の『羽黒』を合わせて四股名を付ければ良いではないか。そうすれば史上最高力士が誕生するかもしれん」と説得され、最終的には「双羽黒」への改名を受け入れた。双羽黒と同様、横綱昇進と同時に改名した玉の海正洋、若乃花の推挙式の際には、推挙状はそれぞれ大関時代の「玉乃島」「若三杉」名義だったが、双羽黒の際には「双羽黒」名義で発行された。なお、ノンフィクションライターの小室明も後年、優勝経験が無い北尾を昇進させたことを問題視し、「未来の大横綱を期待する春日野理事長の気持ちは分かるが、『双羽黒』という四股名はあまりにも不自然に作られたもので、候補にあった『緑嶌』などに留めるべきだった」と指摘、日本相撲協会の幹部や横綱審議委員会の責任についても言及している。

### 横綱昇進後
9月場所の番付編成会議に先立って行われた理事会で北尾の横綱昇進が正式に決定し、昇進伝達式では「謹んでお受けします。心技体の充実を心掛け、横綱の名に恥じぬよう、稽古に精進いたします」と口上を述べ、横綱土俵入りの型は立浪・伊勢ヶ濱連合伝統の「不知火型」を選択した（指導は佐渡ヶ嶽）。なお、日本相撲協会は1986年5月に吉田司家と絶縁していたことで、明治神宮での横綱推挙式は協会単独で行われ、11月場所前に行われていた司家での奉納土俵入りも廃止された。横綱土俵入りの際の太刀持ち・露払いは、当時の立浪部屋に双羽黒のほかに幕内力士がいなかったため、同門で幕内に定着していた旭富士、板井、魁輝、高望山などが務めた。
こうして「第60代横綱・双羽黒光司」が誕生したが、双羽黒の土俵入りにはせり上がり後に1ヶ所余計な構えが含まれており、その姿から「交通整理」と揶揄され、東西どちらの土俵入りでも足は必ず正面側から出すべき所を何度か向正面側から出したことがあり、これが双羽黒の横綱としての評価を落とす最初の要因になってしまった。さらに昇進直後に食中毒と虫垂炎で入院したことで体調管理も問題視され、一部マスコミからは「イタイイタイ病」と評されていた。
新横綱で迎えた1986年9月場所は3勝3敗で頸椎捻挫のため途中休場、11月場所は8連勝して中日での勝ち越しを決めるが9日目に土が付き、千代の富士と共に12勝2敗で千秋楽を迎えたことで17場所ぶりの横綱相星対決となったが、あっさり敗れて優勝を逃した。続く1987年1月場所は前場所と同じ中日で勝ち越したものの、9日目に初顔合わせの益荒雄に初金星を与え、10日目にも小錦に敗れて連敗となり、千代の富士と同じ2敗となった。13日目に大乃国に敗れて3敗となり、千秋楽は2敗の千代の富士戦が組まれたが、本割では千代の富士を破って優勝決定戦に持ち込んだものの決定戦で敗れ、またも優勝を逃した。幕内最高優勝が一度も無いまま横綱に昇進したことから、「（千代の富士の一人横綱状態を解消するための）仮免横綱」と呼ばれるなど、実力が正当に評価されないことが多くなった。
3月場所は9日目を終わって7勝2敗となり、この時点で1敗だった北勝海を追っていたが、10日目から左膝の痛みを理由に休場を発表、多くの批判が浴びせられた。5月場所は10勝5敗と2桁に乗せたが、7月・9月と1桁の勝ち星に終わり、9月場所後の巡業中には付け人が集団脱走する騒ぎが起きた（詳細は後述）。
11月場所は初日から13連勝と勝ち続けて初優勝も期待されたが、14日目の北勝海、千秋楽の千代の富士に連敗して優勝を逃した（千代の富士は全勝で22回目の優勝）。翌年こそ双羽黒が初優勝を果たすと思われたが、同年暮れに起きた突然の廃業により（後述）、幕内最高優勝の夢は完全に断たれた。
横綱昇進後も、結果的に合計3場所（1986年11月・1987年1月・同年11月）で千秋楽まで優勝争いに絡んだものの、その全てで最後は千代の富士に敗れて優勝を逃している。また、肝臓疾患と靭帯損傷が影響したためか、当時の横綱陣の中で双羽黒の成績が最優秀だったことが一度も無く、番付でも必ず西の正横綱か東西の張出横綱に甘んじることになり、その後の騒動によって廃業したことで、東の正横綱の座に双羽黒の名前が載ることは無かった。結果的に最後の出場となった1987年11月場所の優勝予想では5分の4の親方衆が双羽黒の名前を挙げたものの、その予想は見事に外れてしまった。

### 師匠らと衝突、突然の廃業
1987年12月27日、6代立浪との若い衆に関する意見の対立から部屋を脱走、そのまま「（破門同然の）廃業」という事態になった 。
発端は、同日の夜に部屋の若い衆が「『あんなちゃんこが食えるか』と横綱（双羽黒）が言っている」と6代立浪に言いつけたことだった。6代立浪の主張によれば、ちゃんこの味付けについて立浪と大喧嘩した北尾は仲裁に入った女将を突き飛ばし、「二度と戻らない」と言って部屋を出て行ったという。立浪は「絶対に許せない」とし、もう双羽黒は土俵に上がらないという結論になるのかという記者からの質問に対して「そういう風になると思う」と述べ、怒りをあらわにした。一方、12月30日夜のニュースステーションでは、「立浪親方夫人を殴ったというのは事実無根」という双羽黒の談話を伝えた。後年の北尾の著書では「ちゃんこが美味い・不味いの問題ではなく、若い衆が料理を作れないほどたるんでいることで、日頃から親方に再三指導するよう求めてきた。その日もその事を言ったら全く取り合ってもらえず、果てには逆に若い衆に謝罪するよう求められた。それが納得できず、部屋脱走を試みるも女将が止めに入ったため、それを振り切る形で部屋を後にした。すると親方がそれを見て『暴力を振るった』と新聞記者を煽って大騒ぎになった」と主張している。
後年、北尾が亡くなった際には主要な一般紙の多くが「ちゃんこの味付けを巡って衝突した」という6代立浪の主張について触れておらず、その説を支持も否定もしていない。ただ、日本経済新聞、朝日新聞などは女将を突き飛ばしたという主張を肯定している。
部屋を出て行った双羽黒は都内のマンションの一室に籠城していたが、部屋付きの11代武隈が見つけて部屋に戻るように説得するも失敗、その間に6代立浪が協会へ双羽黒の廃業届を提出した。この事態を受け、同年12月31日に緊急理事会が開かれ、双羽黒の廃業届を受理することを正式決定した。出席者の中には退職金・功労金が支給されない「除名」を主張する向きもあったが、「まだ若く、将来を配慮して」として「廃業」という形が採用された。また、6代立浪が当面謹慎および3ヶ月間3割の減俸処分、理事全員が3ヶ月間2割の減俸処分を決定した。春日野理事長はこの処分について「協会の恩情だ」と強調しながらも「これからの人生を考えると、（双羽黒は）何をやっていくつもりなのか」「何も功労にあたることはしていないよ」と吐き捨てた。横綱審議委員会委員長の高橋は「破門と思っていたので、廃業というのは協会の寛大な措置と受け止めている」「横審が双羽黒の横綱昇進に賛成の答申を出したことはあの時点では間違っていなかったと考えている」とコメントした。
同日午後4時ごろ、双羽黒はマンションから出て都内の通信社に向かい、記者会見を開いた。廃業の決定について「悲しいことかもしれませんが、決定には従います」と述べた。失踪騒ぎについては「親方と相撲道のことで口論になった。私と師匠の考え方が食い違い、師匠にはついていけないと思った。幕下のころから考え方が違うと感じていた」「私が部屋の若い衆に意見をすると、親方は『お前は意見を述べる立場じゃない』と言った。横綱である前に私も人間。人間として親方を許せなかった。ただ、この世界は師匠に逆らった時点でもう弁解の余地はなかった」と悔しそうな表情で述べた。また、角界からの追放については「9年間、自分なりに頑張り、燃え尽きた。横綱の名を汚したことはよくなかったが、自分の相撲道を貫き通したと思う」「好きな相撲を何らかの形で続けたい」とした。今後のことを問われると「実業家にもなりたいが、タレントとしてもやっていく」と述べたが、その直後に「取材ならギャラを払ってほしい」と発言し、周囲だけでなくマスコミ関係者からも大バッシングを受けた。また、ニューヨーク・タイムズには「日本人にとって怒りを爆発させることは無作法であり、無礼者は面目を潰される」と評論されたほど、世界を騒がせたニュースとなった。
既に発表されていた1988年1月場所の番付には双羽黒の名が東張出横綱に残っていたが、横綱在位数は僅か8場所（番付上では9場所）と、琴櫻・三重ノ海と並ぶ最短記録2位タイの短命横綱に終わった。元々現役時代の週刊誌報道などで不真面目横綱として認知されていた上に、ケガや体力の衰えで引退したのではなく、師匠と喧嘩した挙句の廃業とあって世間の見方は非常に厳しく、双羽黒への同情論はほとんど聞かれなかった。一方、野坂昭如など僅かに双羽黒を支持する者もいた。一方で立浪についても「中学を出たばかりで全く世間知らずの少年を『部屋のドル箱』とばかり、寄ってたかって過保護に育ててきたツケが回ってきたといえよう」として、その管理能力が問われた。
高橋は双羽黒の廃業を受けて「今後は『大関で2場所連続優勝』とした横綱推薦内規の第2項以上に『品格、力量抜群』とした第1項を絶対的に尊重していきたい」と述べ、さらに1988年1月場所後でも「横綱昇進については、否が応でも慎重でありたい」と申し合わせた。一方、双羽黒の横綱昇進に最後まで反対した稲葉は結果的に自身の予想が的中した形となったが、その件について自ら述べることはなく、廃業決定前夜の取材に対し「情状酌量の余地は無いが、もし本人にやる気があればしばらく謹慎させ、鉄砲や四股の基本からたたき直す道を考えてやってもいいのではないか」と述べた。
1988年3月には東京都内のホテルで「北尾光司君を励ます会」との名目で断髪式が行われたが、同年3月場所の直前だったため関係者や後援会からは一人も出席せず、最後の止め挟を入れたのは父親だった。この廃業が事実上の「破門」であることは、6代立浪と双羽黒の双方が認めている。

### 取り口
リーチを生かした突っ張りから右を差して左おっつけから上手を引く相撲が北尾の型で、相手によっては頭をつけることも厭わず、寄り、上手投げ、掬い投げを得意とした 。ほぼ2メートルの長身でありながら腰高や脇甘は顕著でなく、番付を上げるにつれ腰高や脇甘を招く諸手突きはめっきり減った。機敏さもある程度持ち合わせていた。がっぷりに組めば、当時の第一人者であった横綱・千代の富士をも苦しめることがあり、外四つになって肩から覆いかぶさる相撲や喉輪でも力を発揮した。
左の上手を欲しがるあまり、左に変わる癖があり、1986年5月場所の千代の富士との相星決戦ではこの変化を読まれて黒星を喫し、初優勝を逃している。しかし翌7月場所の千代の富士戦（本割）では、左へ変わりながら執念で左上手をつかみ、上手を切られてもさがりをつかみながら執念で左をさぐり、とると親指をがっちりと入れた。この執念が本割での勝ちにつながった。

## スポーツ冒険家時代
大相撲廃業後には二輪免許を取得し、プロレス入りまでの間はボクシング・アメリカンフットボールなどのオファーを断って「スポーツ冒険家」という肩書きでタレント活動を行った。テレビや週刊誌の取材にも応じ、「相撲は自分のビジネスの一つ。未練は全くない」と語っていた。週刊プレイボーイ・ビッグコミックスピリッツ（新感覚人生相談　綱に訊け!）では人生相談のコーナーを担当し、「『大相撲を辞めたからプロレスに行くだろう』とか思っているかもしれないが、そんな安易な考えはない」と語っていた。
とはいえ、北尾の進むべき道を「プロレスしかない」という見方が世間では根強かった。そんな中、スポーツ冒険家の仕事でアメリカ合衆国のプロレスラー養成所の一つである「モンスター・ファクトリー」を訪れたところ、同行していた東京スポーツの取材に対し「やるなら外人と同じように、1シリーズごとに契約という形になるよね」と、初めてプロレス転向に色気を示す発言をした。その場では進展こそなかったが、この発言によって急速にプロレスへ傾倒していく。

## プロレス時代

### 新日本プロレス
大相撲での電撃廃業から約2年後の1990年2月10日、新日本プロレス東京ドーム大会でのプロレスデビューが発表された。北尾曰く「アメリカで数ヶ月間、みっちり修行を重ねた」という触れ込みで帰国し、その際に行われた記者会見で鍛え上げられた筋骨隆々の上半身を披露。さらにはルー・テーズの指導も受けており、北尾は「僕の師匠は、ルーお父さんですよね」と語っている。リングネームは、自身が考案した「サンダーストーム北尾」を希望していたが、実際には使用されず本名でデビューする運びとなった。ただしこれは具体的に検討されていたらしく、オリジナル技の名称や入場曲に名残がみられる。
デビュー戦の相手は巨体ながら優れた運動神経を持ち、全身にタトゥーを刻んだ奇抜な外見で人気を得ていたクラッシャー・バンバン・ビガロが選ばれる。「プロレスラー・北尾光司」の初披露はデーモン閣下に作曲を依頼した入場テーマ曲「超闘王のテーマ」が流れ、次々とスモークが吹き上がりスポットライトが多く照らす中、派手なコスチュームに身を包んだ北尾が現れるという、新人としては異例ともいえる非常に豪華なものだった。この際に着用していた、リベットなどで装飾を施し、超闘王式ベルトという物を装着した独特なデザインの革製ジャケットは、北尾が漫画「北斗の拳」の大ファンだったのを受けて制作した特注品である。
リングに上がった北尾は黄色いタンクトップを引き裂くパフォーマンスを見せ、しきりに声を上げては決めポーズを取るアメリカンプロレスを意識したプロレスを展開し、デビュー戦は勝利で飾った。この試合でのフィニッシュ技はギロチン・ドロップで、試合運びやパフォーマンスは世界的人気レスラーであるハルク・ホーガンを意識したものだった。それでいて自信満々の態度を取りながら入場して相手を挑発し、さらに帰国会見時とは正反対の弛んだ上半身を晒しており、勝利して意気揚々と引き上げる容姿と思い上がった言動もあってプロレスファンからの失笑・ブーイングを買ってしまい、時折「帰れ!」コールまで起きる有り様だった。

### 北尾に対する酷評
北尾の数年前に全日本プロレスでデビューした輪島（第54代横綱）にも同様の特別待遇があった。38歳からのプロレス転向を無謀であるといわれていたが、輪島本人は横綱のプライドを捨てて真面目にしっかりと努力を重ねており、大相撲ファンからも同情されて温かい目で見守られた。一方の北尾は20代半ばと若い上に、下積みの努力をすれば本格的なレスラーとして通用すると期待されていたため、相撲廃業の時と同じく厳しい目で見られた。
大相撲廃業前から稽古嫌いで有名だったが、プロレス転向後はアメリカで真面目にみっちりと鍛えていた。しかし帰国後は、練習をしたがらずに嫌がって度々トラブルとなる。
対戦相手にも恵まれて勝利を収めるが、デビュー戦から改善が見られない単調な試合運びはプロレスファンの間から酷評され「北尾の試合はしょっぱいんだよね」という声が上がり始める。やがて観客からは激しいブーイングや痛烈な野次・罵声を浴びるようになり、対戦相手の二級外国人レスラーが偶然にも北尾が対戦した後、アメリカで復帰して有名な選手になったレスラーが大いに応援コールが湧き起こる始末であった。さらに北尾がその厳しい評価に対して露骨に不満を露わにしたり、観客からのブーイングも痛烈に言い返して反発するなどの不遜な態度で、益々ファンへの反感を買ってヒール扱いされてしまう。
当時、シングルとして発売された「超闘王のテーマ」のキャンペーンで中日スポーツの取材に応じた北尾は「自分の試合が早く終わるから、客はそれを不満に思ってブーイングが起きるんだよね」という持論を展開している。しかしプロレス解説者からも「存在自体がヒールである」と評され、ファン含め対戦レスラーの間からも不満の声が出始め、北尾に対し軽蔑する態度を取るなどの不穏な雰囲気がリング上に流れた。
また受け身の技術に難があったため、特定の技を苦手として敬遠するようになり、自分から逃げて技を受けたがない姿勢に拍車を掛けた。そしてある試合中、対戦相手からブレーンバスターをやられた際に、その恐怖心から無理な体勢で受け身を取らずにマットへ叩き付けられ、それにより腰を強打して負傷する。このアクシデントの後、北尾は「今日は腰が痛いから休むよ」「体調が良くないので休みたい」「練習と試合は大事を取って休むから」など、何かと理由を付けて練習しない上に休みを欲しがり、更に地方巡業へ帯同していて当日組まれた試合にもかかわらず、当然欠場を申し入れるなど大相撲時代の頃と同様に「練習嫌いの問題児」の悪名を響かせた。
その後、新日本プロレスの現場責任者とマッチメイカーを兼任する長州力とは非常に激しく対立していた。北尾の目に余る横柄な態度には遂に我慢ならず、長州が発した「お前良く聞けよ。プロレスラーはな、常に多少なりとも故障を抱えて試合に出てるんだよ。フロントが俺にどうこう言おうと、練習しないお前を試合に出して使わないんだよ。そのことはお前分かってんだろ、なぁ?」という厳しい言葉に対し、長州を嫌っていた北尾は「俺に何か文句があるんなら、ここで勝負（喧嘩）をして負けたら言うことを聞いてやるよ」「俺が怖いのか?この朝鮮人野郎!」という度が過ぎた悪質な暴言で言い返し、民族差別発言によって長州が激怒して「お前はアウトだ!」と言い放ち、新日本プロレスから契約解除を言い渡された。また北尾は「もう長州とは一緒にやりたくない」として、自ら契約金を返還している。
北尾が退団した際には、当時社長だった坂口征二が同席しての記者会見が開かれた。
1. デビューは新日本プロレスだが、実際は所属選手ではなく専属フリー契約扱いで芸能事務所の「アームズ」に在籍していた。
2. そのため北尾は新日本の社員として扱われる他の所属選手とは異なり、個別にフロントとの交渉を行っていた。
3. 待遇面に関しても新人選手ではなく、所属選手と同等・もしくはそれ以上の扱いを受けていた。

など、数々の内部事情が明るみとなる。それらの情報を公表した新日本は「トラブルなどによる解雇ではなく、本人との十分な話し合いと同意を得た上の円満退社である」という旨のコメントを出している。長州は後のインタビュー記事で「何処の団体が北尾を獲得しても、必ず同じトラブルを起こすに違いないぞ」とコメントしており、それは時を要さず現実に起こった。
なお北尾の退団後、新日本プロレスへ大相撲出身の安田忠夫（元小結・孝乃富士）が入団した際は、北尾を特別扱いして後にトラブルとなった反省を踏まえ、安田を特別扱いはせず新弟子扱いの所属選手として、一から厳しく鍛え直す方針に改めている。

### SWS移籍
新日本プロレスから専属フリー契約を解除された北尾は、大相撲の先輩でもある天龍源一郎を慕って創立間もないSWSに参戦。SWSでは当初の構想として、当時経営難に陥っていたパイオニア戦志ごとSWSに吸収し、北尾をエースに立てた別動隊の母体としようとする動きがあり、実際にパイオニア戦志の代表であった剛竜馬が支度金も受け取っていたという。しかし、それまでの剛との数々の因縁により選手会のほぼ全員からの猛反対を喰らい、別動隊の動きは立消えになっている。
別動隊の動きが立ち消えになったことにより、北尾は天龍が道場主を務めるレボリューション所属となる。参戦早々に行われた道場マッチでは対戦相手の大矢健一（現・大矢剛功）をKOして強烈なインパクトを与え、更にSWSがWWFと業務提携していたこともあって1991年3月24日に行われたレッスルマニアVIIに、天龍とタッグを組んで出場（スマッシュ&クラッシュのデモリッションに勝利）するなど活躍を期待されたが、8日後に行われた神戸ワールド記念ホール大会で、同じく元大相撲力士であるジョン・テンタ（ジ・アースクエイク。元幕下・琴天山）との第2戦目の試合中にトラブルが発生し、大きな騒動になった。

#### 北尾事件
ジョン・テンタとの第2戦目の試合で北尾は開始ゴング当初から不満気な表情を浮かべており、プロレスの試合を組み立てようとするテンタに対してロックアップすらせず、目潰しのポーズをとって威嚇する俗にいう「シュート」を仕掛けた。この目に余る態度でテンタは我慢ならず遂に激高してしまい、逆に北尾をレスリングの技術で投げ飛ばして優勢に立った。その後、攻めあぐねた北尾は実際に目潰し（未遂）を行い、試合は完全に進行不能となった。そのまま両者ともに臨戦ポーズを取りながらにらみ合う硬直状態が続き、テンタも北尾を指差して憤りまくし立てていた。しかし、注意のため近付いたレフェリーに北尾がローキックを浴びせてリング外へ倒してしまい、直後リングに必死の形相でしがみついたレフェリーの指示により強制試合終了のゴングが鳴らされ、北尾の反則負けが宣告される。この判定に対して場内は大ブーイングに包まれた。
北尾は反則負けを宣せられた挙句に、リングを降りて手にしたマイクでテンタに向かって「八百長野郎この野郎、八百長ばっかやりやがって。(障碍者を差別する用語)もんがなあよくもやりやがったなあ。この八百長野郎、八百長!」と絶叫した。北尾の発言により場内はさらに激しい怒号とブーイングで騒然となる。観客の前でプロレス業界における「禁句」を連呼するという北尾の姿はプロレス業界全体を唖然とさせたが、北尾本人はこの直後に満足気な表情を見せて「どうだい、盛り上がっただろう?」とコメントしている。
その後は「北尾事件」としてプロレス誌だけでなく一般週刊誌もスキャンダラスに報じ、天龍は「この件につきましては、私の不徳と致す所です」とコメントし、当時就いていた3つの役職（取締役・「レボリューション」道場主・理事会長）に関して田中八郎社長へ辞表を提出。またザ・グレート・カブキは「北尾の復帰戦はな、この俺がやってやるんだよ!」と憤って発言するなど、騒動の波紋と代償は非常に大きかった。SWS側は一旦北尾に対して制裁金と謹慎を命じたが、その甘い処分に内外からの批判が渦巻いたことでこの事態を重視し、遂に「解雇」する決断を下した。この決定に北尾も「仕方がないと思っています」と、受け入れざるを得なかった。
北尾の没後、当時控室にいた船木誠勝が動画サイトで舞台裏を証言している。北尾はそれによると試合直後の控室で癇癪を起こして大暴れしており、現場監督の田中社長夫人が一連の言動を注意すると、北尾は「うるせえ、ババア!」と罵声を浴びせた上に、さらに椅子を投げ付ける暴挙にも及んだという。もし椅子が直撃していたら怪我では済まなかったこの行為に関して、船木は例の発言よりも悪質だったと述べている。また田中社長本人はこの日を境に、レスラーへの態度を一変させてしまったという。また現場に居合わせた谷津嘉章も同様の発言をしている。また北尾はこの試合をマッチメイクしたカブキに対して、相当な不満をぶちまけていたという。この事実について、当時のプロレスマスコミは一切報じていなかった。
なお、藤原喜明の証言によると、SWSサイドでは北尾を一旦解雇した後、プロフェッショナルレスリング藤原組のリングで復帰企画を検討しており、田中社長同席で藤原が面談に応じたが、北尾が挨拶もそこそこにノートパソコンを取り出して「私はこういう感じで（試合を）やりたいです」と、自分の売り出しをプレゼンテーションし始めたので、呆れた藤原が席を立ちその場で帰ってしまい、藤原組での復帰は立ち消えになった。
天龍は過去を振り返り、SWS時代の北尾を「新日本プロレスのリングでデビューし、SWSに来たんだけど、結局『（プロレス界に）来てやったんだ』が捨てられなかったようだ」「北尾に受け身とか試合運びを教えると『天龍さん、俺が一気に力を出したら相手はぶっ壊れちゃいますよ』ってそればっかりで、真面目に練習しないんだから。『客にショー的な部分も見せて初めてプロレス、初めてプロレスラー北尾だ』って何度言っても分かってくれなかったね」「会社の移動バスに乗っても『長いんだよバスは！キツいんだよ！』って、俺がいないとしょっちゅう文句を言っているんだけど、俺がバスに乗っていると大人しい（笑）」「そんな北尾を少しでもカッコつくようにしたかったんだけど、最後までうまくいかなかったよ。だから新日本でも長州力と揉めたんだろうな…」と評しており、カブキも「横綱の印象は…悪いけど、あれはレスラーじゃなかった。全然、練習もしなかったし、受け身も全く取れなかった」「メガネスーパーの田中八郎社長から「今度横綱が入るから」と言われたんです。それを聞いて、正直「あんなの獲ってどうすんの？」って頭を抱えましたよ。団体のマッチメーカーを担っていた自分としては最悪でした。『バカじゃできない。利口じゃできない。中途半端はなおできない』ってのがプロレスですからね」「彼はよく「カブキさん、僕は相撲で優勝したことがないんですよ。それでも横綱になれたんです」って自慢していたから「横綱、そういうことは人に言わない方がいいですよ」って助言していたんですけどね」と評している。
こうして新日本プロレス・SWSと立て続けに解雇されたことにより、大相撲だけではなくプロレス界でも「復帰は難しい情勢であり、事実上の永久追放か？」と見る関係者も多かった。

### 復帰と引退
SWSを解雇された北尾はしばらくの充電期間の後、「空拳道」の師範、大文字三郎を伴って謝罪会見を開き、その場で「武道家の道を歩みたい」と宣言、総合格闘家への転向を発表した。しかし当時は総合格闘技路線の試合を組む団体は少なく、この後およそ1年にわたり北尾は移籍先を探して奔走することとなった。
それから約1年後の1992年3月、UWFインターナショナルが北尾の参戦を発表、マット界への復帰が正式決定した。Uインター側は当初、何かと悪評がついて回る北尾の起用に消極的だったが、同団体のプロモーション業に携わっていた宮戸優光が「北尾は道場に通うようになってから礼節が身につき、人間的に落ち着いたようだ」という話を耳にし、ワンマッチ契約の条件付きで参戦が決まったという。そして同年5月8日、Uインター横浜アリーナ大会で山崎一夫と対戦し北尾が勝利を収めた。この試合直後に北尾は山崎との再戦について問われ、「勝負がついた相手（山崎）とはもうやらない。次はもっと強い相手がいい」と語り、山崎を格下扱いする発言だとマスコミに書き立てられる結果となった。しかし実際は、北尾のヒール的なイメージを利用して次の高田戦を盛り上げようとした意図的な発言だったことが後年に様々な文献で明らかにされている。大文字はUインターと3試合分の契約を結んでいたとされたが、山崎戦後、ファイトマネーを持ち逃げし蒸発してしまう。北尾は急遽個人事務所「北尾企画」を設立。
山崎戦から約半年後の10月23日、北尾は日本武道館で高田延彦との「格闘技世界一決定戦」と銘打たれたビッグマッチに臨む。この試合は当初、山崎戦と同じ時間無制限一本勝負と予定されていたが、「北尾の代理人」を名乗る人物が強硬な態度でこれを拒否、試合直前になって3分5ラウンドの変則ルールに変更された。この他にも北尾側は理不尽な要求を繰り返し、試合直前になってもクレームをつけて試合放棄をほのめかしたため、交渉役を務めていた宮戸が北尾の控え室へ駆け込んでいき怒声を上げたという逸話が残されている。結局この試合はブックの了承も不透明なまま開始され、北尾は3ラウンド46秒に高田が放ったハイキックを顔面に受けダウン、KO負けを喫した。諸説あるが、本来は判定による引き分けに終わるはずだったとされている。この一戦は、過去の北尾の言動を快く思わなかったプロレスファンの溜飲を下げ、前田日明と比較して目立たなかった高田の名前を上げることになり、北尾に対する幻想は大いにそがれることとなった。しかし、総合格闘技への復帰後は以前のような態度は影を潜め、リング四方に深々と頭を下げる、前述の山崎戦では試合直後、ダウンしている山崎にも一礼するなどの謙虚さを見せて、過去を知るファンを大いに驚かせた。
1994年には格闘技塾「北尾道場」（後の武輝道場）を旗揚げし、道場生と共に天龍源一郎率いるWARを主戦場にした。この時期の北尾はSWS時代のような態度を見せることもなく、プロレスもある程度そつなくこなせ、ファンからも声援を送られるようになり、天龍とタッグを組むことも多かった。しかし、前述のジョン・テンタとの数年ぶりの再戦がWARの興行で行われた際は、終始いきり立って格闘色の際立つ展開となってしまい、呆気ない幕切れとなった。
初期のPRIDEやUFCにも参戦し、1996年4月5日に行われた「第1回ユニバーサル・バーリトゥード・ファイティング」では、ペドロ・オタービオと対戦して1R5分49秒、グラウンドでの肘打ちで敗れた。同年5月17日に行われたUFC 9では、 マーク・ホールと対戦、鼻の骨折によるドクターストップで敗れた。1997年10月11日にはPRIDE.1においてネイサン・ジョーンズと対戦、総合格闘技戦で初勝利を挙げる。
1998年5月1日に開催された全日本プロレス・東京ドーム大会では、同じ大相撲出身の田上明とのシングルマッチが組まれたが、カード発表直後にキャンセル。その後「やりたいことをやり終えた」として現役引退を表明。同年7月18日、北原光騎主催のキャプチャー・新宿ACBホール大会で北原を相手に引退試合を、同年10月11日のPRIDE.4で引退セレモニーを行った。武輝道場は当時所属していた岡村隆志が引き継いだ。

## 角界復帰、晩年、死去
プロレスの引退から5年後の2003年、日本相撲協会所属ではないフリーの立場ながら、代替わりした第7代立浪部屋のアドバイザーに就任。元付け人でかつて部屋を脱走したと報じられた羽黒海（引退後、立浪部屋の世話人）の要請で、短期間ながら「報酬はいらない。今でも相撲が好きだ」と猛虎浪栄ら後進に熱心に指導を行っていたという。当時三段目で停滞していた猛虎浪は北尾の指導で殻を破った。北尾は番数はあまり多く取らせなかったが、指導が細かくてうまかったという評判であった。現役時代に使用した化粧回しを日本相撲協会に寄贈した。アドバイザー在任は短期間（1年ほどという説もある）であったことが後年判明しているが、歴代の横綱が集まる横綱会へ出席するなど日本相撲協会との関係も改善し、現役時代の暴れん坊のイメージとはかけ離れた優しさでも知られるようになった。
退任後、宴席で同席した相撲関係者が尋ねたところ、岐阜県関市でナイフのデザイナーをしていると答えたという。
突如としてプロレスラーとしての現役を引退し、立浪部屋アドバイザーもごく短期間のうちに活動を終えた理由の一端としては、自らの過去の事績により一人娘の将来に悪影響を与えることを避けたかった意志があったものとみられる。元気なころは娘を旅行に連れて行ったり一緒にゲームをしたりしていたが、一方で自分に付き纏う問題児のイメージは気にしており、自分が人前に現れて娘がからかわれるといけないと思って娘の入学式や卒業式には参列しなかった。北尾は、娘を女の子らしく育てようとリカちゃん人形を与え、「顔にケガをしたら大変だから」と格闘技系の習い事はやらせなかった。2019年4月に『週刊新潮』の取材に応じた娘の述懐によると、娘が物心つく頃には既に角界やプロレス・格闘技界とは完全に関係を断っており、角界時代からの趣味であるエアガンやナイフ、日本刀などの蒐集に傾注しながら、ナイフマガジンなどの趣味雑誌への寄稿やパソコン関係の在宅ワークなど、一般世間からも距離を置いた事業によって生計を立てていたという。家庭内で北尾や夫人は現役時代の話をほとんどしなかった為、娘は子供の頃は北尾の事を「他の家のお父さんと比べて、体が大きくて多趣味な人」程度にしか認識していなかったという。
2010年、匿名の『角界関係者』『夕刊紙・相撲担当記者』による消息筋の伝聞形式で「北尾の近年の動静と意向」を報じる記事が配信されている。その記事は、同年の貴乃花の相撲協会理事選挙への立候補を巡る騒動の前後から、横綱会を通じて角界に影響力を行使しようと試みたり、NHK Eテレの子供向け番組『にほんごであそぼ』にレギュラー出演していたKONISHIKIのように、自身も子供向け番組のタレントとして芸能界入りしたいという意志を示していたとするものであった。
しかし、2019年3月29日に長らく公の場に姿を現さなかった北尾の訃報が明らかになった。同年2月10日、慢性腎不全のため千葉県の病院で死去。55歳没。死去6年前の2013年から腎臓を患い闘病生活を送っていたという。生前からの本人の希望で葬儀は家族葬として行われ、妻と娘だけが葬儀に参列した。死去が公表される際、夫人は「何かと世間をお騒がせしましたが、主人は曲がったことが大嫌いなとてもピュアな人でした」とその人物を語っている。

## 闘病生活について
2019年4月の『週刊新潮』の報道によると糖尿病の悪化により2010年代前半から寝たきりに近い状態になり、トイレに行くこともままならなくなり排泄に家族の介助を必要としていたとのこと。死去の6年前には両足首に褥瘡ができ、医師から両足首の切断を勧められたと伝わる。死去する5年前から入院生活を始め、2018年秋から人工透析を始めたという。この頃には糖尿病が末期の段階に進行して目はほとんど見えなくなり、意識も朦朧として娘を認識できなくなっていたという。
同年6月28日放送のTBS系「爆報! THE フライデー」に北尾の夫人が出演し、これまで公には知られることの無かった闘病生活について述懐した。
夫人は北尾が小結の頃にファンとして出会い、北尾の廃業直後に結婚した。夫人から見た北尾はマスコミが問題児と報じる人物像とは違っており、支えなくてはと思い結婚をしたと述べている。「好きだったから別れようと思った事はなかった」とも話しており、廃業後の仕事が軌道に乗って行かない北尾を支えてきたという。
しかし、2003年9月に立浪部屋と和解した直後に、北尾の闘病生活が始まった。日曜大工をしていて右足首に負った擦り傷が何か月たっても治らず、医師の治療を受けても化膿が進んだという。電気ストーブで足が焦げているのに気付かないほど感覚が麻痺、右足を庇って負担がかかった左足にも褥瘡が出来るという形で化膿が広がり、引退後の暴飲暴食に起因した『重度の糖尿病』と診断された。両脚膝下の切断が必要と医師に告げられたが、「切断後に生きる保障も再び歩くことが出来る保障も出来ない」と言われたことや「横綱になった足」であることから夫婦は切断を拒否。そして、別の病院を探したが入院を拒否されたという。その後、夫人は勤務医の仕事を辞めて北尾の自宅介護を続けていたが、椎間板ヘルニアを発症し一人娘の助けなしに介護を続けられなくなってしまった。このため一人娘に進学を断念させることにもなってしまった。こういったことから北尾は「俺、生きてていいのか」と何度も自殺未遂を繰り返し、夫人は24時間夫から目が離せない日々を過ごすこととなった。そして遂には腎機能が衰え、最後の入院となった。北尾はこの入院中（死の2年前）視力も記憶も失っていく中で「自分は骨にならないと家には帰れないから、撮っておけ」とビデオで自分の姿を撮影するよう求めており、そのビデオの内容も番組中で放送された。
同番組では北尾の娘がすでに舞台出演も経験している女優（雪城ハルネ）で、2019年7月から放送のTBS系ドラマ『Heaven? 〜ご苦楽レストラン〜』の出演オーディションを受けて合格したことも夫人の述懐とともに紹介された。

## 訃報への反応
- 「（当時の）師匠と折り合いが悪かっただけ。実際接すると普通の人だった」と角界関係者からも死去を惜しまれた[45]。しかし、琴ヶ梅によると、北尾は死去する前に同期の誰にも自分のことを知らせなかったという[54]。
- 7代立浪は、立浪部屋のアドバイザーについて「交流はその時（2003年の就任時）の一瞬で、その後は連絡を取っていなかったから、最近の様子は知らなかった」と発言している[55]。故郷の津市のスポーツ振興課も交流が無かったため死去が伝えられるまで「相撲協会に入っておられない方ですので」と何も関知しておらず、立浪部屋力士すらも2月下旬に死去の噂を聞いた際に嘘だと思っているほどであった[56]。
- Uインターで北尾と対戦した高田延彦は「いつか再会して言葉を交わしたかった」と早すぎる死を悼み、格闘技塾「北尾道場」で指導を受けた望月成晃も「驚きました。20年以上も連絡を絶ったままだったので…」とコメントしている[57]。
- 力士時代に同じ立浪・伊勢ヶ濱連合（現在の伊勢ヶ濱一門）で稽古を共にし、プロレス加入後には対戦経験のあった維新力浩司は、北尾の亡くなる約10年前にプロレスのイベントへの参加を求めた時、「もう自分は表舞台には出ないと断られた」ことを明かしている。また「体調もあったかもしれないが、増えた家族を大切にしたかったのかな。幸せな時間もあったのでは」と故人を偲んだ[58]。
- プロレス時代の番記者であった元東京スポーツ記者の柴田惣一は、北尾の結婚披露宴は豪華なものであったが招待客に角界関係者はほとんど見かけず、二次会に至っては夫人の招待客である医療関係者ばかりで新郎側は自分だけだったと述懐し、「確かに誤解されやすい一面もあった。残念至極である」「決して話のわからない人ではなかったのだが…」とプロレスTODAYのコラムに綴っている[59]。

## 人物

### 入門前
- 中学時代に新日本プロレスの試合を観戦していたところを北沢幹之に卒業後に入門するよう勧誘され、控室まで連れてもらいアントニオ猪木と対面した。しかしその時に北尾は既に立浪部屋への入門が内定していた[60]。

### 大相撲時代
- 力士にしては冗舌で、はきはきと答え、仕入れた栄養学などの知識も得意げに披歴した[61]。一方、批判を受けると雄弁に主義主張を展開する一面があった[62]。横綱時代にはまだ昭和時代において日本に浸透していなかったハグを若い衆にするというコミュニケーションの取り方もあった[63]。
- 9代春日野には大変に目をかけてもらったそうであり、自著にもその旨を記している。9代春日野もまた大相撲時代の北尾にかなり理解のある態度を示していた。
- 当時としては珍しくパソコンが趣味だったこともあって「新人類」という異名が付けられていた[5]。ファミコンにのめりこみ[64]、赤ずきんチャチャを愛読[65]するなど、角界の常識では測れない多趣味の持ち主であった。
- 花籠部屋が輪島の不祥事によって消滅した際、立浪部屋はかつて花籠部屋が使用していた九州場所宿舎「ピオネ荘」を譲り受けた。そのため、輪島とは共にピオネ荘を利用していた間柄となったが、同時にピオネ荘を利用した横綱2人が不祥事で角界を去るという縁起の悪い事態となっている[66]。
- 北の湖のことを横綱として尊敬しており、「目標とする力士は誰ですか?」と聞かれた時でも必ず北の湖の名前を挙げた。後年のインタビューでは「相撲のすべてがお手本であり、目標」と形容しているが、当時は他の部屋の横綱の名前を出したことが原因でずいぶんいじめられたという[5]。
- 幕内時代に優勝次点は5回、優勝同点は2回記録するも、念願の幕内優勝は一度も達成出来なかったが、これは当時元大関・豊山（優勝次点8回、幕内優勝・優勝同点0回）に次ぐ珍記録だった[注 21][注 22]。
- 幕内の優勝決定戦に出場経験のある力士の中で、引退までに幕内最高優勝を一度も果たせなかった力士は13人いるが、このうち決定戦に複数回出場した経験を持つのは彼と明武谷の2人のみである。
- 横綱昇進後、部屋関係者からは常に双葉山や羽黒山を見習うように言い聞かされていたが、固定観念を押し付けられる辛さを感じ、個性を貫くことを重視していた。加えて「私の場合も、オリジナリティを貫いた結果、横綱に上がることができたのです」とも後年言い残している[5]。
- 北尾が活躍した時代は第58代横綱・千代の富士の全盛期だったが、対千代の富士戦は幕内対戦成績で6勝8敗（他に決定戦2敗）、横綱昇進後は2勝3敗（決定戦1敗）と健闘していた。北尾は横綱昇進後、千代の富士以外の横綱は眼中になかったという[5]。
- 千代の富士は、朝日新聞のインタビューで「もし（双羽黒が）廃業していなかったら、自分は横綱の地位にこれだけ長く留まれていたのかは分からない。又その後の53連勝を初め、通算1000勝や優勝31回も達成出来なかったかも知れない」[6]「それだけにあの廃業事件は、自身にとっても本当に残念な出来事だった」と、その素質と強さを認めるコメントを出している。
- 廃業時点での力士褒賞金の持ち給金は169円であり、これは横綱経験者としては最低額である。これは前述のとおり幕内最高優勝（全勝以外の優勝で30円、全勝優勝で50円褒賞金が上がる）を一度も達成出来なかったことと、幕内在位が20場所（番付のみ記載の1988年初場所は除く。最高位関脇以上の力士としては益荒雄と並び最も短い。）にとどまったことが原因として挙げられる。

#### 立浪部屋・6代立浪との確執
横綱時代、支度部屋で付け人に「こんなやつ、負ければいい」と吐き捨てられるなど、付け人に尊敬されない一面があった。また立浪部屋のちゃんこには本当に不満があったようであり、北の富士の著書には北尾が当時の九重部屋のちゃんこを羨んでいたことが記述されている。このことや廃業の経緯について、北尾本人は2015年2月配信の光文社新書メールマガジンのインタビューに応じ、自らの言い分を述べている。その頃には、6代立浪の指導方針に対してその真意を汲み取る様子を見せ、6代立浪に対する感情は軟化していた。
- 弟弟子に対するイジメまがいの行動（付人をエアガンで撃って遊ぶなど）で、横綱時代に付き人7人中6人が巡業から逃げ出し、1週間後に5人が帰って来て双羽黒が直接謝罪したものの、戻らなかった1人はそのまま廃業したと報道された件については「私は相撲をがんばった結果、外食したり、贅沢なものを食べることもできる。身銭を切って私がおごることで、彼らにも『いつかはこういうおいしいものを、自分のお金で食べられるように、相撲をがんばろう』と思ってほしかった。でも、それが彼らの足を引っ張ってしまったんですね。自分だけおいしい物を食べて、付け人たちには食べさせないなんてことは、私にはできなかったんです」といい、寧ろ自身は付き人に甘い横綱であったと主張した。
- 6代立浪との師弟関係については「私は、自分のまわりにいた若い子たちに、少しでも楽をさせてあげたいという気持ちがありましたが、師匠は昔風に、若い者にはつらい思いをさせないと強くなれないという考えだったので、そこに心のズレがあったように思います。（中略）修行途中で、精神的な部分がまだ未熟な人間に贅沢をさせたり、わがままを聞いたりすると、こういうことになってしまう。相手をつぶしてしまうことだったんだということを、当時の自分は把握できていなかった。私自身の心の未熟さだったと思っています」と語っていた。
- 廃業事件騒動については「これまでのことなども含めて、師匠と意見が対立してしまい、お互いに歩み寄れればよかったんですが、中々そういう訳にもいかなかった。私は、部屋の個室とは別に自分で別にマンションを借りていたので、自分のマンションで冷静さを取り戻そうと思っていました。しばらく頭を冷やしたら、また師匠と話をするつもりでいたのです。ところがその最中に当時、師匠の女将さんが、マスコミ各社に片っ端から電話をしたことにより、事態は最悪に次ぐ最悪になってしまった。師匠と私は『廃業』などいう選択をするつもりは、毛頭なかったんですよ」と改めて自分に非はないと主張。そして現況については「表立った活動は特にしていません」とした上で「このまま時が経って、風化されればいいかなぁという気持ちだけですね」と今後表舞台に出る意志がないと表明していた。

また、6代立浪の人格（祝儀のピンハネ疑惑等）などの問題もあり、後年、北尾だけを一方的に悪者にする見方は疑問視されている。
なお、まだ部屋・6代立浪との確執による廃業から年月の浅い時期に出版された自著では角界そのものへの不満・恨みは見せておらず「憎いのはひたすら6代立浪」という論調であった。

## 大相撲の通算成績

### 主な成績
- 通算成績：348勝184敗24休　勝率.654
- 幕内成績：197勝87敗16休　勝率.694
- 大関成績：46勝14敗　勝率.767
- 横綱成績：74勝33敗13休　勝率.692
- 現役在位：53場所（番付上は54場所）
- 幕内在位：20場所（番付上は21場所）
- 横綱在位：8場所（番付上は9場所）
- 大関在位：4場所
- 三役在位：5場所（関脇3場所、小結2場所）
- 連勝記録：13（1987年11月場所初日 - 同場所13日目）
- 連続6場所勝利：69（1985年9月場所 - 1986年7月場所）
- 通算連続勝ち越し記録：10場所（1983年9月場所 - 1985年3月場所）
- 幕内連続2桁勝利記録：7場所（1985年7月場所 - 1986年7月場所）

### 各段優勝
- 十両優勝：1回（1984年7月場所）
- 序ノ口優勝：1回（1979年5月場所）

### 三賞・金星
- 三賞：7回
  - 殊勲賞：5回（1984年11月場所、1985年3月場所・7月場所、1985年9月場所・11月場所）[3]
  - 技能賞：2回（1985年1月場所・7月場所）[3]
- 金星：3個（北の湖1個、千代の富士1個、隆の里1個）

### 場所別成績
| | 一月場所 初場所（東京） | 三月場所 春場所（大阪） | 五月場所 夏場所（東京） | 七月場所 名古屋場所（愛知） | 九月場所 秋場所（東京） | 十一月場所 九州場所（福岡） |
| --- | ----------------------- | ----------------------- | ----------------------- | --------------------------- | ----------------------- | --------------------------- |
| 1979年 （昭和54年） | x                       | （前相撲）              | 東序ノ口5枚目 優勝 7–0  | 東序二段21枚目 4–3          | 東序二段2枚目 4–3       | 東三段目78枚目 4–3          |
| 1980年 （昭和55年） | 西三段目56枚目 4–3      | 西三段目40枚目 2–5      | 西三段目69枚目 4–3      | 東三段目55枚目 4–3          | 東三段目36枚目 5–2      | 西三段目9枚目 4–3           |
| 1981年 （昭和56年） | 西幕下55枚目 4–3        | 西幕下40枚目 5–2        | 東幕下23枚目 4–3        | 西幕下15枚目 3–4            | 西幕下21枚目 4–3        | 西幕下13枚目 4–3            |
| 1982年 （昭和57年） | 東幕下9枚目 3–4         | 東幕下15枚目 0–1–6      | 東幕下50枚目 6–1        | 東幕下22枚目 5–2            | 西幕下11枚目 4–3        | 東幕下9枚目 3–4             |
| 1983年 （昭和58年） | 東幕下15枚目 4–3        | 東幕下12枚目 4–3        | 東幕下7枚目 4–3         | 東幕下3枚目 2–3–2           | 東幕下18枚目 6–1        | 西幕下4枚目 4–3             |
| 1984年 （昭和59年） | 東十両13枚目 8–7        | 東十両9枚目 10–5        | 東十両7枚目 10–5        | 西十両筆頭 優勝 12–3        | 東前頭8枚目 8–7         | 西前頭3枚目 8–7 殊★         |
| 1985年 （昭和60年） | 西小結 10–5 技          | 東小結 10–5 殊          | 西関脇 6–6–3            | 東前頭筆頭 12–3 殊技★       | 西関脇 11–4 殊          | 東関脇 12–3 殊              |
| 1986年 （昭和61年） | 東張出大関 10–5         | 西大関 10–5             | 東大関 12–3             | 東大関 14–1                 | 西横綱 3–4–8            | 西横綱 12–3                 |
| 1987年 （昭和62年） | 西横綱 12–3             | 西横綱 7–3–5            | 西横綱 10–5             | 西横綱 8–7                  | 東張出横綱 9–6          | 西張出横綱 13–2             |
| 1988年 （昭和63年） | 東張出横綱 引退 –       | x                       | x                       | x                           | x                       | x                           |
| 各欄の数字は、「勝ち-負け-休場」を示す。 優勝 引退 休場 十両 幕下 三賞：敢=敢闘賞、殊=殊勲賞、技=技能賞 その他：★=金星 番付階級：幕内 - 十両 - 幕下 - 三段目 - 序二段 - 序ノ口 幕内序列：横綱 - 大関 - 関脇 - 小結 - 前頭（「#数字」は各位内の序列） |                         |                         |                         |                             |                         |                             |

## 合い口
- 元横綱・北の湖には1勝。
- 元横綱・千代の富士には6勝8敗。他に優勝決定戦で2敗がある。横綱同士の対戦は2勝3敗。最後の勝利は1987年5月場所で、決まり手は吊り出し。
- 元横綱・隆の里には3勝。
- 元横綱・北勝海には9勝8敗。横綱同士の対戦は1勝2敗。最後の勝利は1987年7月場所で、決まり手は寄り倒し。
- 元横綱・大乃国には8勝9敗。大関同士の対戦は3勝1敗、横綱同士の対戦は1勝。最後の勝利は1987年11月場所で、決まり手は寄り倒し。
- 元横綱・旭富士には12勝6敗。いずれも旭富士が横綱に昇進する前の対戦成績である。最後の勝利は1987年11月場所で、決まり手は寄り切り。
- 元大関・琴風には2勝1敗。
- 元大関・若嶋津には7勝7敗。大関同士の対戦は2勝2敗、双羽黒の横綱昇進後は3勝。最後の勝利は1987年5月場所で、決まり手は寄り切り。
- 元大関・朝潮には12勝4敗。大関同士の対戦は3勝1敗、双羽黒の横綱昇進後は5勝1敗。最後の勝利は1987年11月場所で、決まり手は寄り切り。
- 元大関・北天佑には13勝3敗。大関同士の対戦は3勝1敗、双羽黒の横綱昇進後は4勝1敗。最後の勝利は1987年11月場所で、決まり手は上手投げ。
- 元大関・小錦には9勝7敗(不戦敗1を含む)。小錦が大関に昇進した時に双羽黒は横綱に昇進後のため、大関同士の対戦はなし。最後の勝利は1987年11月場所で、決まり手は上手投げ。
- 元大関・霧島には2勝。いずれも霧島が大関に昇進前の対戦である。

## 幕内対戦成績
| 力士名   | 勝数 | 負数 | 力士名 | 勝数 | 負数 | 力士名     | 勝数 | 負数 | 力士名 | 勝数 | 負数 |
| -------- | ---- | ---- | ------ | ---- | ---- | ---------- | ---- | ---- | ------ | ---- | ---- |
| 青葉城   | 1    | 1    | 朝潮   | 12   | 4    | 旭富士     | 12   | 6    | 板井   | 7    | 1    |
| 巨砲     | 8    | 1    | 大錦   | 3    | 2    | 大乃国     | 8    | 9    | 魁輝   | 0    | 1    |
| 北の湖   | 1    | 0    | 霧島   | 2    | 0    | 起利錦     | 1    | 1    | 麒麟児 | 4    | 1    |
| 蔵間     | 1    | 0    | 高望山 | 2    | 3    | 琴ヶ梅     | 6    | 1    | 琴風   | 2    | 1    |
| 小錦     | 9    | 7(1) | 逆鉾   | 9    | 4(1) | 陣岳       | 10   | 0    | 太寿山 | 2    | 3    |
| 大徹     | 2    | 0    | 隆の里 | 3    | 0    | 孝乃富士   | 0    | 2    | 隆三杉 | 2    | 1(1) |
| 多賀竜   | 3    | 0    | 玉龍   | 5    | 0    | 千代の富士 | 6    | 8**  | 寺尾   | 7    | 0    |
| 出羽の花 | 10   | 1    | 闘竜   | 2    | 1    | 栃司       | 5    | 0    | 栃剣   | 1    | 1    |
| 栃乃和歌 | 2    | 1    | 花乃湖 | 6(1) | 0    | 飛騨乃花   | 1    | 1    | 藤ノ川 | 2    | 0    |
| 鳳凰     | 1    | 0    | 北天佑 | 13   | 3    | 北勝海     | 9    | 8    | 前乃臻 | 1    | 0    |
| 益荒雄   | 2    | 3    | 水戸泉 | 3    | 1    | 両国       | 1    | 1    | 若嶋津 | 7    | 7    |

- 他に優勝決定戦で千代の富士に2敗がある。

### 改名歴
- 北尾 光司（きたお こうじ）：1979年3月場所 - 1986年7月場所
- 双羽黒 光司（ふたはぐろ - ）：1986年9月場所 - 1987年11月（番付上では1988年1月）場所

## ファイトスタイル
プロレス時代の北尾は恵まれた体格を利して圧力をかけ、大技で一気にダメージを与えるという試合運びを好んだ。元大相撲横綱という肩書きは伊達ではなく、攻めに転じた際は日本人離れしたパワーで相手を圧倒した。
しかし防御面にやや難があり、レスラーとして持ち技は多い方ではなかった。そのため試合を膠着させてブーイングを浴びる場面もあったが、後にプロレスラーとしての活動に注力するようになってからは小技もある程度こなすようになり、タッグマッチでも活躍するなど技術的な成長を見せている。

### 得意技
裏投げ
正面から組み付いて抱え上げ、自ら倒れこむようにして斜め後方へと叩きつける。SWS参戦後の北尾のフェイバリット・ホールドである。
ニー・バット
膝蹴り。前かがみになっている相手をかち上げるように仕掛ける他、ランニング式も使用する。その場合いわゆるキチンシンクではなく、正面から体重を乗せて膝をぶつけるスタイルである。
ローキック
総合格闘技路線に転向してから多用するようになった。Uインター参戦の際の初戦ではローキックの連打で山崎を圧倒し、ファイトスタイルの変貌を観客に強く印象づけた。

### オリジナル技
サンダーストーム
変形ジャイアントスイングで、仰向けに寝た相手の両足をテキサスクローバーホールドと同型のクラッチで固め、自ら横回転することで振り回す流れ。プロレスデビュー当時に必殺技と喧伝されたものの、北尾本人は数回しか使用しなかったために「幻の必殺技」とも呼ばれていたが、後に井上京子が「キョーコスペシャル」の名称で同型の技を使用している。
サンダークラッシュ
脳天から落とすパワースラム。
サンダーボルトバックブリーカー
ハイジャックバックブリーカーの要領で抱えあげカナディアンバックブリーカーの締め上げをする技。
北尾ドリラー
変形パイルドライバー。相手をハイアングル・ボディスラムのように肩に担ぎ上げ、そのまま垂直に脳天をマットに突き刺す技。仕掛けから完成までのプロセスはみちのくドライバーIIとほぼ同様だが、北尾ドリラーは担ぎ上げた直後に独特の溜めがある。北尾道場を旗揚げ後、プロレスに本腰を入れるようになってから好んで使い始めた。

## プロレスの通算成績

### タイトル歴
超闘王
- 超闘王ベルト

武輝道場
- 武輝道場トーナメント優勝

SWS
- タッグトーナメント優勝

WAR
- 世界6人タッグ王座

プロレス大賞
- 話題賞（1990年）

## 総合格闘技の通算成績
| 総合格闘技 戦績 | 総合格闘技 戦績 | 総合格闘技 戦績 | 総合格闘技 戦績 | 総合格闘技 戦績 | 総合格闘技 戦績 | 総合格闘技 戦績 |
| --------------- | --------------- | --------------- | --------------- | --------------- | --------------- | --------------- |
| 3 試合          | (T)KO           | 一本            | 判定            | その他          | 引き分け        | 無効試合        |
| 1 勝            | 0               | 1               | 0               | 0               | 0               | 0               |
| 2 敗            | 1               | 1               | 0               | 0               | 0               | 0               |

| 勝敗 | 対戦相手             | 試合結果                                 | 大会名                         | 開催年月日     |
| ○    | ネイサン・ジョーンズ | 1R 2:14 V1アームロック                   | PRIDE.1                        | 1997年10月11日 |
| ×    | マーク・ホール       | 1R 0:40 TKO（ドクターストップ:鼻の骨折） | UFC 9: Motor City Madness      | 1996年5月17日  |
| ×    | ペドロ・オタービオ   | 1R 5:49 ギブアップ（肘打ち）             | Universal Vale Tudo Fighting 1 | 1996年4月15日  |

## 著書
- 『しゃべるぞ！』（徳間書店、1988年3月発行） ISBN 419553643X
- 『北尾光司の相撲界言い捨て御免』（大陸書房、 1989年2月発行） ISBN 4803318999

## 出演
- 映画『サンダー/怒りの復讐』声優（マーク・グレゴリー担当）  1989年1月20日、日本テレビ「金曜ロードショー」
- 映画『クエスト』相撲レスラー役　1996年